# Sports Champions 2
Sports Champions 2 est un jeu vidéo de sport développé par SIE San Diego Studio et Zindagi Games, édité par Sony Computer Entertainment et sorti en 2012 sur PlayStation 3.
Il s'agit de la suite de Sports Champions.

## Accueil
- IGN : 7,6/10[1]
- Jeuxvideo.com : 14/20[2]